# Sân bay Rørvik, Ryum
Sân bay Rørvik, Ryum (tiếng Na Uy: Rørvik lufthavn, Ryum) (IATA: RVK, ICAO: ENRM) là một sân bay phục vụ cộng đồng Vikna và đô thị Nærøy, cả hai đều ở Nord-Trøndelag, Na Uy. Năm 2005, sân bay Rørvik đã phục vụ 18.527 lượt khách. Đơn vị quản lý là Avinor.
Hãng hàng không Widerøe hoạt động ở sân bay này với máy bay Dash 8 nối với Trondheim.

## Các hãng hàng không và tuyến bay
- Widerøe (Mo i Rana, Trondheim)